# 平地競走

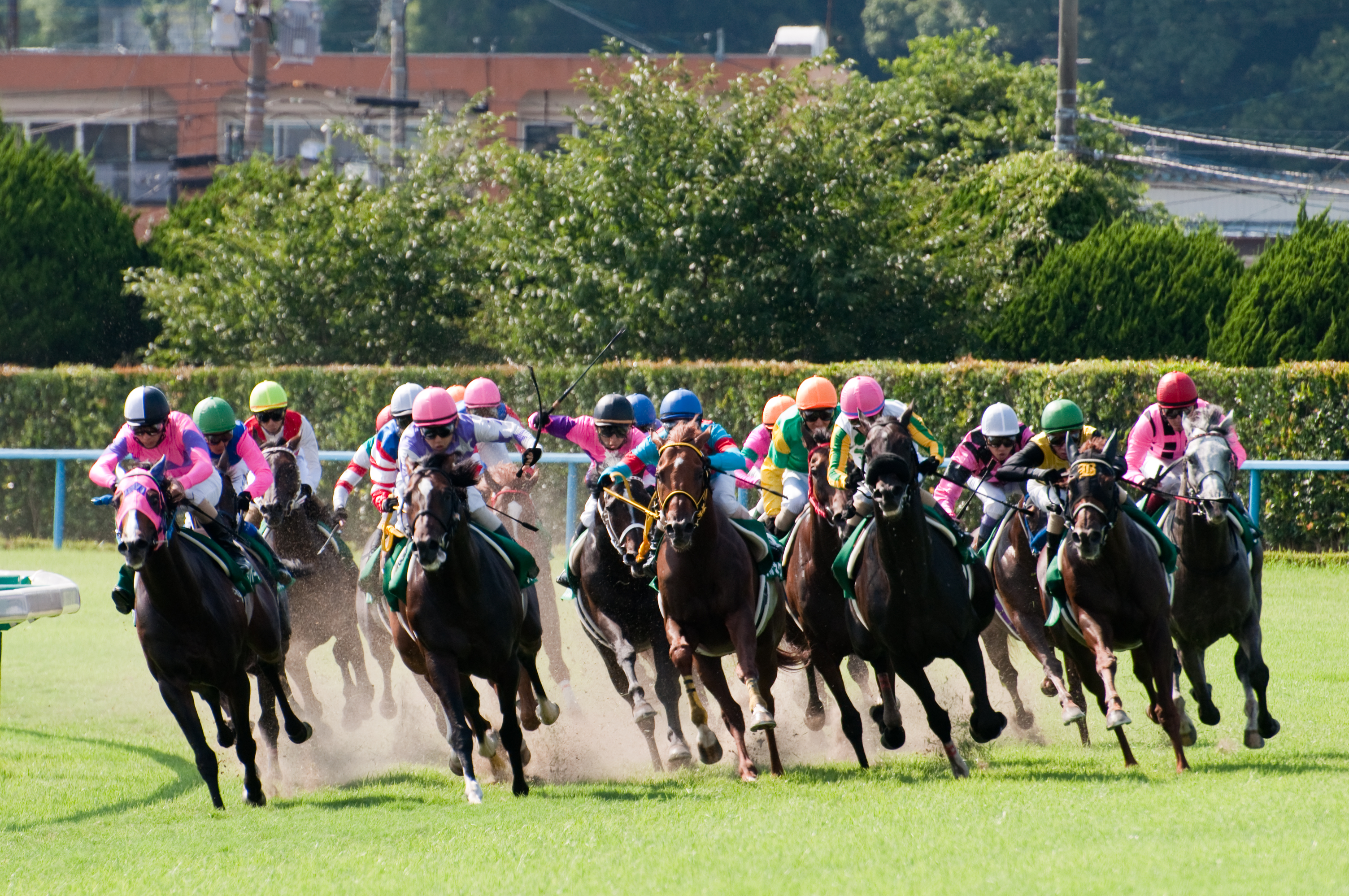
平地競走の様子（第46回小倉記念）

平地競走（へいちきょうそう）とは競馬の競走形態のひとつである。ひらちきょうそうとも読む。

## 概要
襲歩（ギャロップ）によって純粋にスピードを競うもっともスタンダードな競馬で、ダービーなどで知られるように近代競馬は平地競走からはじまった。平地競走が行われるコースには芝、ダート、サンド、オールウェザーなどがある。平地競走以外には、コースの途中に障害物などを置く障害競走や繋駕車（一人乗りの2輪馬車）に乗って競走する繋駕速歩競走などがあるが、日本ではばんえい競走をのぞく地方競馬のすべてと、中央競馬のほとんどの競走が平地競走である。
ヨーロッパには障害競走や繋駕速歩競走のほうが人気、競走数で上回る国も多いが、平地競走は中東、アフリカ、南アメリカ、アジアなどを含めもっとも多くの国で施行されている。平地競走の一部の大レースの賞金は障害競走や繋駕速歩競走のそれに比べ高い水準にある。また、平地競走で結果を残した馬が種牡馬となる際に発生する金額も莫大な額に膨れ上がるため、3歳、ときには2歳という早い段階で引退して種牡馬入りを選択することもある。
一部ヨーロッパでは、上流階級者に愛好者の多い地域があり、イギリスやフランスでは競馬場は社交場として大きな役割を担っている。

## 距離
同じ距離で行う平地競走でも、傾斜やカーブなどのコースそのものの形状や馬場状態などによって、走破時計に大きな違いが生じる。
平地競走は距離区分によって以下の5つに分類され、ワールド・ベスト・レースホース・ランキングで格付けを決定するために使用されている。各カテゴリーの英語の頭文字を並べるとSMILE（スマイル）となる。
- 1000 - 1300m Sprint（短距離）
- 1301 - 1899m Mile（マイル）
- 1900 - 2100m Intermediate（中距離）
- 2101 - 2700m Long（長距離）
- 2701m以上 Extended（超長距離）